# Zell am Main
Zell am Main là một đô thị ở huyện Würzburg bang Bayern thuộc nước Đức, trên sông Main.